# Marco Coll
Marco Tulio Coll Tesillo (* 23. August 1935 in Barranquilla; † 5. Juni 2017 ebenda) war ein kolumbianischer Fußballspieler. Er war der Schütze des einzigen „olympischen Tores“ in der Geschichte der bisherigen Fußball-Weltmeisterschaften, und zwar in Chile 1962. Dies brachte ihm den Spitznamen ’El Olímpico‘ ein.

## Familie
Sein Vater, Elías Coll Tara, war Fußballschiedsrichter und leitete am 15. August 1948 das erste offizielle kolumbianische Profifußballspiel und war außerdem der erste kolumbianische FIFA-Schiedsrichter. Ein Sohn von Marco Coll – Mario Coll – spielte ebenfalls bei Deportes Tolima und in der kolumbianischen Fußballnationalmannschaft.